# Singer-Songwriter

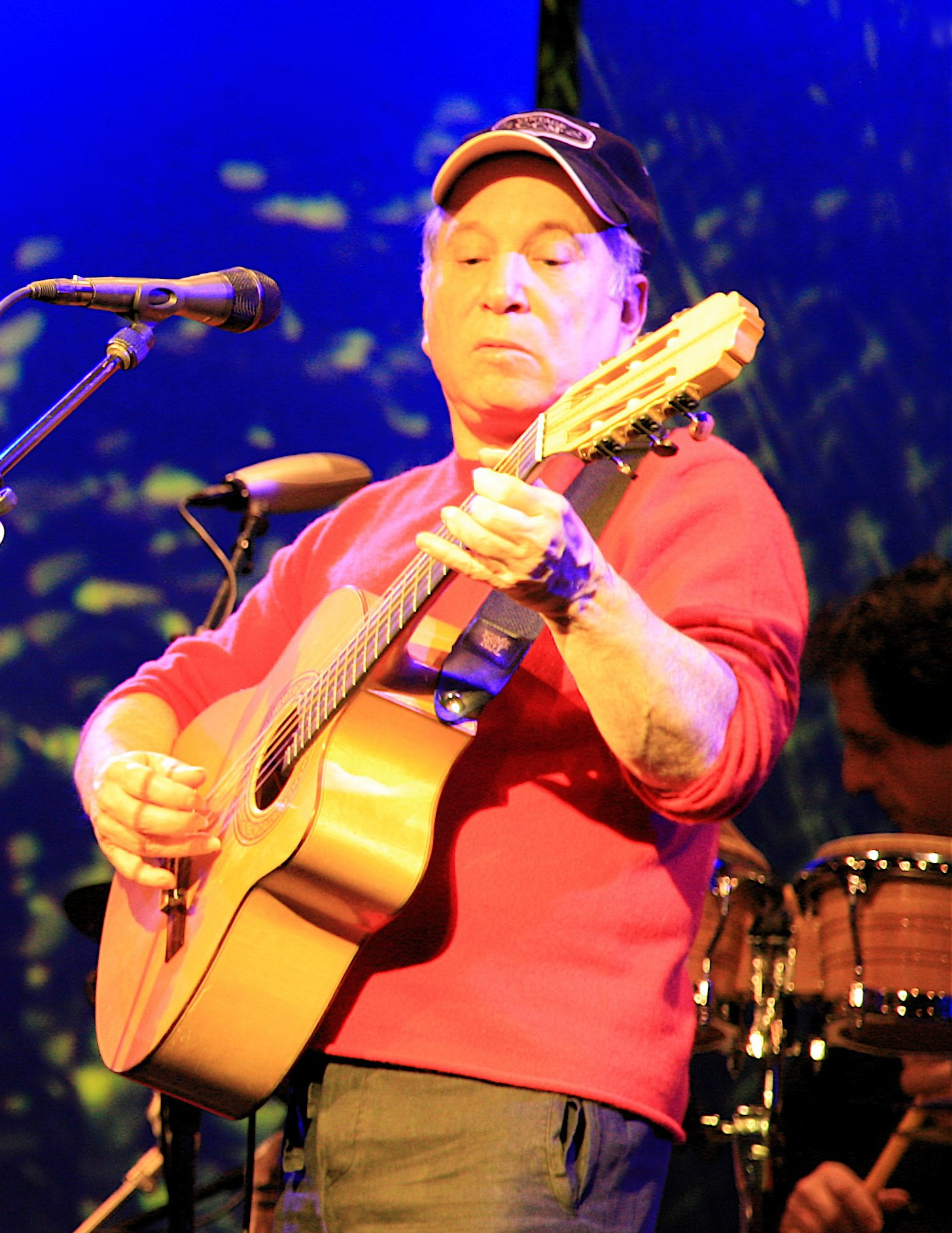
Paul Simon (2007)

Ein Singer-Songwriter ist ein Musiker, der Lieder vorträgt, die er selbst komponiert und getextet hat. Man nennt so überwiegend Künstler aus der Pop- oder Rockmusik.
Der Begriff kommt aus dem Englischen und heißt übersetzt „Sänger-Liedschreiber“, als Anglizismus findet er auch in der deutschen Sprache Verwendung.

## Allgemeines
In der amerikanischen Fachliteratur ist der Songwriter ein Urheber, der sowohl Liedtexte als auch Musik konzipiert, konstruiert und zusammenformt, um daraus ein Musikstück zu gestalten, wobei diese Quelle klarstellt, dass der allgemeine Begriff des Songwriters auch lediglich für einen Liedtexter oder Komponisten alleine gelten kann. Wenn der Songwriter seinen selbstverfassten Musiktitel auch interpretiert, wird er Singer-Songwriter genannt.

## Englischsprachige Singer-Songwriter
Zu den ersten Vertretern des Genres gehörten ab den 1930er Jahren zum Beispiel Woody Guthrie oder Pete Seeger. Etwa ab 1962 wurde nach einem Begriff für die Musik- und Darbietungsform gesucht, die in dieser Zeit vor allem durch Joan Baez und Bob Dylan populär wurde. Die ersten Interpreten dieses Genres wurden Hootenannys genannt. Wegen des häufig politischen Inhalts wurden ihre Lieder oft den Protestliedern zugeordnet. Sie interpretierten aber nicht nur Eigenkompositionen, sondern auch Stücke von anderen.
Musiker und Sänger wie Joni Mitchell, Laura Nyro, Tim Buckley, Patti Smith, Donovan, Cat Stevens oder Leonard Cohen mit stark unterschiedlichen musikalischen Grundlagen prägten ab den späten 1960er Jahren durch ihr spezifisches Auftreten ein eigenes Genre. Folkbands schufen ihre Stücke gemeinsam, während Singer-Songwriter Musik und Texte alleine schrieben und teils solo mit Gitarre oder Klavier, teils mit einer kleinen Begleitband, interpretierten.
Im Gegensatz zur traditionellen Folk- oder Country-Musik mit Akustikgitarre und Mundharmonika wurde nun auch der Einsatz von E-Gitarren üblich. Singer-Songwriter ließen zunehmend Rockelemente in ihre Musik einfließen. Neben politischen Inhalten wurden auch private Themen textlich thematisiert. Musikalische Einflüsse gab es auch aus Soul, Jazz und dem Psychedelic Rock.
Eine der Singer-Songwriter, die das Genre Anfang der 1970er Jahre endgültig etablierten, war Carole King, deren Album Tapestry aus dem Jahr 1971 sich mehr als 25 Millionen Mal verkaufte. Bei den Grammy Awards 1972 erhielt sie vier Auszeichnungen, was bis zu diesem Zeitpunkt noch keiner Künstlerin gelungen war. Ihr Song You’ve Got a Friend gilt als Meilenstein des Genres. Auch Paul Simon konnte sich ab Anfang der 1970er Jahre etablieren.
Ab Ende der 1980er Jahre gab es zum Beispiel mit Suzanne Vega wieder hauptsächlich weibliche Künstler, die sich der Singer-Songwriter-Tradition anschlossen. Ab den 1990er Jahren waren Tracy Chapman, K. D. Lang, Alanis Morissette, Sheryl Crow und Tori Amos erfolgreich. Zu den jüngeren international erfolgreichen Singer-Songwritern zählen James Blunt, Katie Melua, Amy Macdonald, Ed Sheeran, Alicia Keys oder Milow.

## Deutschsprachiger Raum
Im deutschsprachigen Raum gibt es den Liedermacher: Hier findet sich in vielen Fällen die alte Einheit von Textdichter, Komponist und Sänger, wie sie seit dem Mittelalter etwa bei Bänkelsängern üblich war. Der Begriff des Liedermachers wurde von Wolf Biermann 1961 geprägt für in Personalunion als Texter, Komponist und sich selbst – oft mit Gitarre – begleitendem Sänger. Dabei bezog sich Biermann auf Bert Brechts Begriff des „Stückeschreibers“, der den handwerklichen Prozess beschreiben soll. Die thematische Bandbreite reicht von politischen Liedern (etwa bei Wolf Biermann, Franz-Josef Degenhardt) bis zu privaten oder Alltagsproblemen (unter anderem bei Georg Kreisler, Reinhard Mey, Hannes Wader). Die Grenzen zwischen den Themenbereichen sind fließend wie auch die Abgrenzung zu Gattungen wie Agitprop, Chanson, Kabarettlied und Schlager.

## Frankreich und Italien
Im französischen Sprachgebiet heißen Singer-Songwriter Auteur-compositeur-interprètes oder Chansonniers wie Georges Brassens oder Jacques Brel; im italienischen Sprachgebiet Cantautori wie Giorgio Gaber oder Luigi Tenco.